# سرنا فرناندز
سرنا فرناندز (به انگلیسی: Serrana Fernández) شناگر زن، زادهٔ ۱۳ نوامبر ۱۹۷۳ میلادی، اهل کشور اروگوئه است.
او از سال 2007 میلادی در اسپانیا زندگی می کند.